# Arquidiocese de Campobasso-Boiano
A Arquidiocese de Campobasso-Boiano, (em Latim: Archidioecesis Campobassensis - Boianensis) é uma circunscrição eclesiástica da Igreja Católica na Itália, pertencente à Província Eclesiástica dos Abruzos-Molise e à Conferenza Episcopale Italiana.
Em 2016 contava 121 mil batizados em uma população de 127 mil habitantes. É atualmente governada pelo arcebispo Biagio Colaianni.

## Territorio
Sua sé està na cidade de Campobasso, Região Molise. Da Arquidiocese fazem parte algumas comunas da Provincia de Campobasso. Seu território é dividido em 70 paróquias.

## História
A Arqudiocese de Boiano foi erguida no século XI, e há noticias de um bispo no ano 1061.
Em 29 de junho 1927 assumiu o nome de Diocese de Boiano-Campobasso.
Em 11 de fevereiro 1973, a Diocese, que era sufragânea da Arquidiocese de Benevento, foi erguida à Arquidiocese e em 21 de agosto 1976 teve o tìtulo de Metropolitana.

## Administração
Arcebispos do século XX:
| #                        | Nome                               | Período    | Notas                       |
| Arcebispos               | Arcebispos                         | Arcebispos | Arcebispos                  |
| ------------------------ | ---------------------------------- | ---------- | --------------------------- |
| 7º                       | Biagio Colaianni                   | 2023-      | Atual                       |
| 6º                       | Giancarlo Maria Bregantini, C.S.S. | 2007-2023  | Arcebispo emérito           |
| 5º                       | Armando Dini                       | 1998-2007  | Arcebispo emérito           |
| 4º                       | Heitor Di Filippo †                | 1989-1998  |                             |
| 3º                       | Pietro Santoro †                   | 1979-1989  |                             |
| 2º                       | Enzio d'Antonio                    | 1977-1979  |                             |
| 1º                       | Alberto Carinci †                  | 1973-1977  |                             |
| Arcebispo-coadjutor      |                                    |            |                             |
|                          | Enzio d’Antonio                    | 1975-1977  |                             |
| Bispos                   |                                    |            |                             |
|                          | Alberto Carinci †                  | 1948-1973  |                             |
|                          | Segundo Bologna †                  | 1940-1943  |                             |
|                          | Alberto Romita †                   | 1917-1939  |                             |
|                          | Félix Gianfelice †                 | 1897-1916  |                             |
| Bispo-auxiliar           |                                    |            |                             |
|                          | Pietro Santoro                     | 1967-1970  | Nomeado Bispo de Larino     |
| Administrador Apostólico |                                    |            |                             |
|                          | Antonio Nuzzi                      | 1979       | Presbitério da Arquidiocese |